# スリーパー (1973年の映画)
『スリーパー』（原題: Sleeper）は、ウディ・アレン監督による1973年のSFコメディ映画である。1973年に冷凍冬眠され、全体主義が蔓延る200年後の世界で目覚めた男の冒険を描く。

## キャスト
| 役名                   | 俳優                     | 日本語吹替                                            |
| 役名                   | 俳優                     | TBS版                                                 |
| ---------------------- | ------------------------ | ----------------------------------------------------- |
| マイルズ               | ウディ・アレン           | 羽佐間道夫                                            |
| ルナ                   | ダイアン・キートン       | 小原乃梨子                                            |
| エルノ                 | ジョン・ベック           | 日高晤郎                                              |
| ネロ                   | マリア・スモール         |                                                       |
| エレン                 | スーザン・ミラー         |                                                       |
| メリック               | メアリー・グレゴリー     |                                                       |
| タイロン               | ドン・キーファー         |                                                       |
| オルヴァ               | バートレット・ロビンソン |                                                       |
| ハラルド・コーエン     | ブライアン・エイヴリー   |                                                       |
| 手術支援コンピューター | ダグラス・レイン         |                                                       |
|                        | ジャッキー・メイソン     |                                                       |
| 不明 その他            |                          | 宮内幸平 村越伊知郎 石丸博也 石井敏郎 増岡弘 緒方賢一 |
|                        |                          |                                                       |
| 演出                   | 演出                     | 伊達渉                                                |
| 翻訳                   | 翻訳                     | 岩本令                                                |
| 効果                   |                          |                                                       |
| 調整                   |                          |                                                       |
| 制作                   | 制作                     | 東北新社                                              |
| 解説                   | 解説                     | 荻昌弘                                                |
| 初回放送               | 初回放送                 | 1980年3月10日 『月曜ロードショー』                    |

## 評価
1974年にヒューゴー賞映像部門を受賞した。
2000年にアメリカン・フィルム・インスティチュートが選出した「アメリカ喜劇映画ベスト100」では80位となった。